# Дерев'янська сільська рада (Кам'янець-Подільський район)
Дерев'я́нська сільська́ ра́да — адміністративно-територіальна одиниця та орган місцевого самоврядування в Кам'янець-Подільському районі Хмельницької області. Адміністративний центр — село Дерев'яне.

## Загальні відомості
Дерев'янська сільська рада утворена в 1918 році.
- Територія ради: 28,978 км²
- Населення ради: 800 осіб (станом на 2001 рік)
- Територією ради протікають річки Тернавка, Студениця

## Населені пункти
Сільській раді були підпорядковані населені пункти:
- с. Дерев'яне
- с. Броварі
- с. Гелетина
- с. Привітне

## Склад ради
Рада складалася з 12 депутатів та голови.
- Голова ради: Гаджук Анатолій Семенович
- Секретар ради: Лисак Броніслава Антонівна

### Керівний склад попередніх скликань
| Прізвище, ім'я, по батькові  | Основні відомості                                                               | Дата обрання | Дата звільнення |
| ---------------------------- | ------------------------------------------------------------------------------- | ------------ | --------------- |
| Корнієнко Михайло Васильович | Сільський голова, 1946 року народження, член Народно-демократичної партії       | 26.03.2006   | 31.10.2010      |
| Гаджук Анатолій Семенович    | Сільський голова, 1965 року народження, освіта середня спеціальна, безпартійний | 31.10.2010   |                 |

Примітка: таблиця складена за даними сайту Верховної Ради України

### Депутати
За результатами місцевих виборів 2010 року депутатами ради стали:

#### За суб'єктами висування
| Суб'єкт висування | Кількість обраних депутатів | %   |
| ----------------- | --------------------------- | --- |
| Самовисування     | 12                          | 100 |

#### За округами
| № округу | Прізвище, ім'я, по батькові    | Дата визнання обраним | Освіта             | Партійна приналежність | Відомості про обраного депутата                       |
| -------- | ------------------------------ | --------------------- | ------------------ | ---------------------- | ----------------------------------------------------- |
| 1        | Гунасов Ахсарбек Харунович     | 05.11.2010            | вища               | позапартійний          | СПП «Факел», керівник                                 |
| 2        | Литвиненко Віктор Михайлович   | 05.11.2010            | вища               | позапартійний          | Дерев'янська загальноосвітня школа І-ІІІ ст., вчитель |
| 3        | Сафроній Тетяна Миколаївна     | 05.11.2010            | середня спеціальна | позапартійна           | Дерев'янська сільська рада, бухгалтер                 |
| 4        | Корнієнко Михайло Васильович   | 05.11.2010            | вища               | позапартійний          | Дерев'янська сільська рада, голова                    |
| 5        | Гаджук Світлана Василівна      | 15.10.2012            | вища               | позапартійна           | Сільська рада, секретар виконкому                     |
| 6        | Торлупа Георгій Семенович      | 05.11.2010            | вища               | позапартійний          | тимчасово не працює                                   |
| 7        | Вінярська Людмила Тадеушівна   | 05.11.2010            | середня            | позапартійна           | Відділення зв'язку, завідувачка                       |
| 8        | Гудзік Станіслав Вікторович    | 05.11.2010            | середня            | позапартійний          | пенсіонер                                             |
| 9        | Лисак Броніслава Антонівна     | 05.11.2010            | середня спеціальна | позапартійна           | Дерев'янська сільська рада, секретар                  |
| 10       | Белінська Галина Федорівна     | 05.11.2010            | середня            | позапартійна           | тимчасово не працює                                   |
| 11       | Пшегорецький Віктор Леонідович | 05.11.2010            | середня            | позапартійний          | тимчасово не працює                                   |
| 12       | Кептанар Валентина Михайлівна  | 05.11.2010            | середня спеціальна | позапартійна           | ТОВ «Поділля тютюн», продавець                        |